# Peter Meisel
Peter Meisel (* 22. Juni 1935 in Berlin; † 5. Oktober 2010 in Pinehurst, USA) war ein deutscher Musikverleger und -produzent.
Meisel lernte den Beruf des Musikverlegers beim Musikverlag Hans Sikorski. Anschließend lernte er auf Anraten seines Vaters, Will Meisel, das amerikanische Musikbusiness in New York bei Jean Aberbach kennen, bei dessen Verlagsgruppe Hill & Range gerade der junge Elvis Presley seine Karriere begann. 
Zusammen mit seinem Bruder, Thomas Meisel, übernahm er im Jahr 1960 die Leitung des bis dahin eher unbedeutenden, von seinem Vater für die Söhne gekauften Musikverlages Edition Intro. Erste Erfolge waren die von Cornelia Froboess gesungenen Titel Midi-Midinette und Zwei kleine Italiener aus der Feder der damals noch unbekannten Autoren Christian Bruhn (Komposition) und Georg Buschor (Textdichter). Eine von Meisels Stärken war die ständige Talentsuche, beispielsweise bei Nachwuchswettbewerben; so entdeckte er u. a. Manuela, Marianne Rosenberg, Drafi Deutscher und Giorgio Moroder.
Seine in Amerika gemachten Erfahrungen flossen 1962 bei der Gründung der Produktionsfirma Hansa Musik Produktion (ab 1964 mit eigenem Plattenlabel) ein, wo Meisel die amerikanische Arbeitsweise der Musikindustrie erstmals in Deutschland praktizierte. Dem ersten Millionenseller, Il Silenzio von Nini Rosso, folgten zahlreiche deutschsprachige und internationale Hits. Nicht zuletzt durch seine Tätigkeit als Juror in der TV-Sendung Talentschuppen des Südwestfunks lernte er Nachwuchskünstler wie Juliane Werding und Bernd Clüver kennen, die er unter Vertrag nahm und die sich zu verlässlichen Zugpferden des Hansa-Labels entwickelten. Im Ausland waren beispielsweise Amii Stewart, Viola Wills, Aneka und Co-Co erfolgreich, die Meisel als Leiter von Hansa London zwischen 1978 und 1982 auf den Markt brachte.
Meisels künstlerischer Horizont reichte über den Schlager hinaus. Er war Partner und finanzielles Rückgrat von Rolf-Ulrich Kaiser bei dessen Gründung zweier progressiver Labels, Ohr (Vertrieb Metronome), bei dem u. a. Werke von Floh de Cologne, Tangerine Dream, Guru Guru und Amon Düül erschienen, und Pilz (Vertrieb BASF Records) mit Künstlern wie Witthüser & Westrupp, Popol Vuh, Hölderlin und Wallenstein. Für Amon Düül produzierte Meisel vier Alben.
1984 zog sich Meisel aus der Musikbranche zurück, um sich in den USA an der Fast-Food-Kette Wendy’s zu beteiligen. Nach dem Mauerfall kehrte Meisel nach Berlin zurück. Dort entdeckte er – wiederum in einer Talentshow, der von Meisel mitinitiierten Sendung Hut ab im ZDF – Die Prinzen. Ende der 1990er Jahre hatte er mit Lou Begas Mambo No. 5 einen Hit auf dem Hansa-Label.
Meisel setzte sich endgültig in den USA zur Ruhe, wo er am 5. Oktober 2010 an einem Krebsleiden starb.
Peter Meisel war u. a. mit Irmtrud „Trudy“ Meisel (* 23. Mai 1936; † 20. Februar 2008 in Berlin) verheiratet, die bei Hansa für den weltweiten Ein- und Verkauf von Urheberrechten verantwortlich war.